# Levinebalia
Levinebalia is een geslacht van kreeftachtigen uit de klasse van de Malacostraca (hogere kreeftachtigen).

## Soorten
- Levinebalia fortunata (Wakabara, 1976)
- Levinebalia maria Walker-Smith, 2000